# Edmond Zucchelli
Pour les articles homonymes, voir Zucchelli.
Edmond Zucchelli est un journaliste et écrivain français né en 1960.

## Biographie
Diplômé de l'Institut d'études politiques d'Aix-en-Provence en 1983 et de l'École supérieure de journalisme de Lille en 1985 (59e promotion), il a été journaliste à Europe 1 de 1985 à 1998.
Présentateur de journaux, grand reporter, puis rédacteur en chef, il a été responsable des développements numériques au sein de la rédaction d'Europe 1.
En 1997, il fut le concepteur de la première plate-forme éditoriale de diffusion pluri média en Europe.
Directeur éditorial du portail Club Internet, puis créateur et directeur-général de France Télévisions Interactive, jusqu'en 2002, il est un expert des nouveaux médias numériques et de leurs business models.
Edmond Zucchelli est l'auteur de deux essais : La Peste Informatique (1988, Calmann-Lévy) et L'Enfance violée (1989, Calmann-Lévy). Il est aujourd'hui romancier (Les Liens du sang, 2007, l'Ecailler. Tête de Serpent, 2008, Stock).